# Parco nazionale del Pamir
Il parco nazionale del Pamir (detto anche parco nazionale Tajik), istituito nel 2006, protegge un'ampia area dell'est del Tagikistan. Il suo territorio è entrato a far parte del Patrimonio dell'umanità nel 2013.